# Lestidiops sphyrenoides
Lestidiops sphyrenoides är en fiskart som först beskrevs av Risso 1820.  Lestidiops sphyrenoides ingår i släktet Lestidiops och familjen laxtobisfiskar. Inga underarter finns listade i Catalogue of Life.